# 科斯捷廖沃
55°56′N 39°37′E / 55.933°N 39.617°E
科斯捷列沃（俄语：Костерёво）是俄羅斯弗拉基米爾州佩圖什基區的一個城市，位於州的西南部，距弗拉基米爾西南52公里。2002年人口9,608人。
1890年建立，1981年設市。